# Surśko-Mychajliwka
Surśko-Mychajliwka (ukr. Сурсько-Михайлівка) – wieś na Ukrainie, w obwodzie dniepropetrowskim, w rejonie dnieprzańskim, w hromadzie Sołone. W 2001 liczyła 2552 mieszkańców, wśród których 2385 wskazało jako ojczysty język ukraiński, 144 rosyjski, 1 mołdawski, 1 bułgarski, 5 białoruski, 3 ormiański, 1 romski, 11 inny, a 1 osoba się nie zadeklarowała.